# Anoplostethus opalinus
Anoplostethus opalinus är en skalbaggsart som beskrevs av Gaspard Auguste Brullé 1837. Anoplostethus opalinus ingår i släktet Anoplostethus och familjen Rutelidae. Inga underarter finns listade i Catalogue of Life.